# Silent Weapons for Quiet Wars
Pour l'album de musique, voir Killarmy#Biographie.

Silent weapons for quiet wars, surtitré An introductory programming manual, Operations Research, Technical Manual, TM-SW7905.1 (en français : « Armes silencieuses pour guerres sans bruits ; Un manuel introductif sur la programmation, Recherches pour les Opérations, Manuel Technique, TM-SW7905.1 ») est le titre d'un document dactylographié en anglais se présentant comme un inquiétant protocole de manipulation des masses (« programmation sociale ») au moyen de techniques baptisées métaphoriquement « armes silencieuses », protocole émanant d'une organisation inconnue. Malgré la croyance populaire attribuant l'origine à William Milton Cooper, l'auteur réel de ce document est Lyle Hartford Van Dyke, Jr.[réf. nécessaire] , emprisonné en 2011 au Waseca Federal Correctional Institute, dans le Minnesota, une prison de faible sécurité plus connue sur Internet comme Waseca Federal Prison.

## Présentation
Le programme Silent weapons for quiet wars fit sa première apparition publique en 1986 dans la America's Promise Newsletter. Il aurait été découvert, d'après l'article précité, par un employé de Boeing le 7 juillet 1986 aux États-Unis, dans une photocopieuse achetée à l'occasion d'une vente de surplus de matériel militaire de la base aérienne de McChord. Selon Van Dyke, la copie y a été intentionnellement laissée ou oubliée par un militaire à qui il avait donné une copie du programme en main propre en 1980.
Le programme a été repris et publié en 1991 par l'écrivain William Milton Cooper en annexe de son livre Behold a pale horse. Il circule, du reste, énormément sur Internet (voir dans les liens externes).

## Contenu
Le texte Silent weapons for quiet wars prétend faire le point sur ce qui y est appelé la « Troisième Guerre mondiale » – guerre de l'élite contre les peuples, par laquelle la première cherche à prendre le contrôle des seconds – pour les vingt-cinq ans de cette dernière. Une entrée en matière comporte une mise en garde sur la démarche d' « automatisation de la société » au moyen d' « armes silencieuses » et sur le caractère sine qua non du non-respect de la vie humaine impliqué par une telle démarche ; le texte engage ensuite le lecteur au silence (« un tel écrit doit être tenu à l'abri du regard du public ») et à la négation de toute morale (« La solution aux problèmes de notre temps requiert une approche impitoyablement cynique, sans s'embarrasser d'une quelconque valeur »), avant de dresser le contexte historique à l'origine des « armes silencieuses », puis d'entrer réellement dans le protocole, lequel mêle des concepts de physique, de cybernétique et d'économie, en comparant les composantes de la société humaine à des structures informatiques, « programmables » en vue d'une fin.

## Origine du document
L'auteur de ce document serait Lyle Hartford Van Dyke, Jr. Le document aurait été publié pour la première fois en 1979 et distribué à différentes personnes, organisations et amis proches de l'auteur. L'auteur ignorerait ce qui est advenu de ces copies et un exemplaire aurait été acheté à une vente aux enchères de la base aérienne McChord (McChord Air Force Base). Le document lui-même serait, selon les propres mots de l'auteur, un "collage", c'est-à-dire un assemblage de plusieurs documents préexistants.
En 1999, l'auteur aurait été sous le coup d'une ordonnance de cessation et d'abstention pour une affaire de fraude et en 2001-2002, il aurait rédigé un document intitulé How to Create Currencies for Local Communities.
Présentement, il n'existe aucune version française de la version originale anglaise de Silent Weapons for Quiet Wars, aucune version complète incluant les diagrammes. Les versions disponibles sur Internet sont traduites de la version publiée en annexe de Behold a pale horse, à laquelle manquent plusieurs parties du texte original et les diagrammes. La version originale anglaise de Hartford Van Dyke peut être trouvée ici.